# Laringòfon

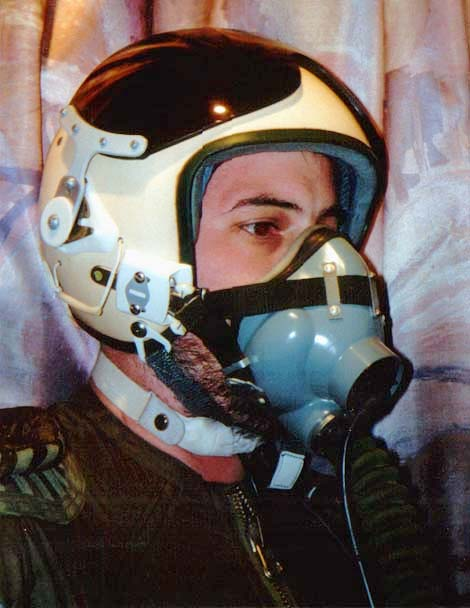
Màscara d'oxigen KM-34 per a pilots de MiG amb laringòfon.

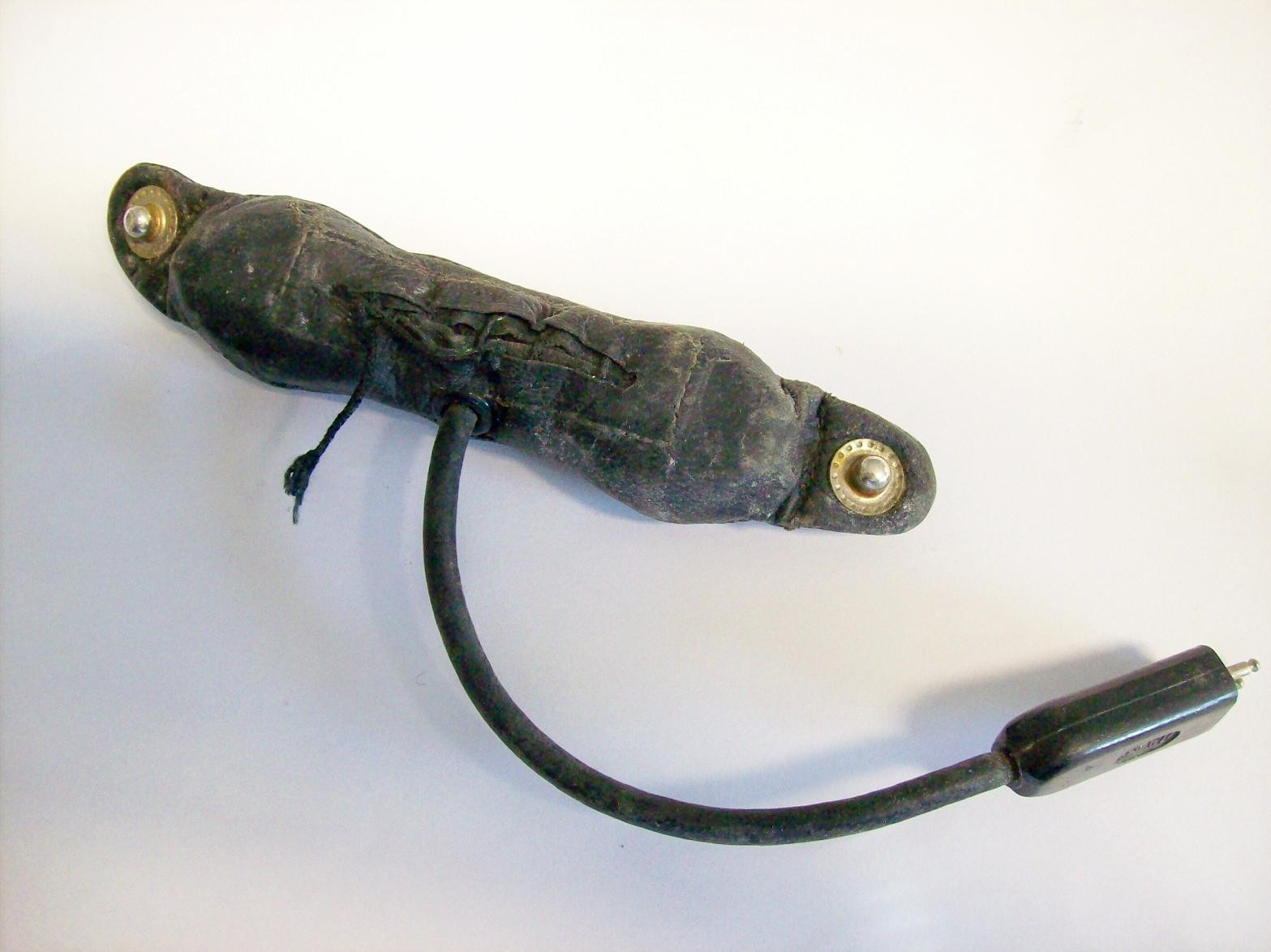
Micròfon de coll LA-5 (Unió Soviètica prop de 1980), mateix model que l'anterior

Un laringòfon, també conegut com a micròfon de coll o de gola, és un tipus de micròfon que recull el so directament a través de sensors que estan en contacte amb el coll. A causa del seu disseny, és capaç de recollir la parla en ambients sorollosos, com en una motocicleta o en un bar, on altres tipus de micròfons no funcionen bé, ja que transmeten massa soroll de fons. Aquest tipus de micròfon és també capaç de recollir murmuris i funciona bé en un ambient on s'ha de guardar silenci i a la vegada comunicar-se amb terceres persones a distància, com ara durant una operació militar encoberta. Els micròfons de gola van ser àmpliament utilitzats en avions de la Segona Guerra Mundial, i per a la tripulació dels tancs alemanys.
Actualment, hi ha disponibles nous dissenys que fan que el laringòfon sigui molt més còmode de dur. A més, aquesta nova generació de micròfons de coll ofereix diversos productes i respostes de freqüència per donar cabuda a una àmplia varietat de dispositius de comunicació com ràdios portàtils digitals i analògiques, els sistemes TETRA i P25, i telèfons mòbils. Són especialment útils quean s'ha de portar casc o dispositius de respiració assistida.
Han adquirit notable popularitat entre els jugadors de paintball, ja que són fàcils d'inserir sota les màscares de protecció i permeten la comunicació de l'equip. El 2009 Mad Catz va llançar el primer laringòfon per videoconsola en el joc Call of Duty: Modern Warfare 2, com un accessori per al Xbox 360.